# لیدی آگوستا گریگوری
لیدی آگوستا گریگوری (به انگلیسی: Augusta, Lady Gregory) ‏ (۱۵ مارس ۱۸۵۲ - ۲۲ مه ۱۹۳۲) نمایش‌نامه‌نویس، فولکلوریست ایرلندی و از بنیانگذاران Abbey Theatre
لیدی اگوستا گریگوری بانوی نمایش‌نامه‌نویس ایرلندی در (۱۵ ماه مارس ۱۸۵۲ واقع در ناحیه گالوی متولد گردید نام اصلیش ایزابلا آگوستا پرس (به انگلیسی: Isabella Augusta Persse) می باشد وی ۲۲ ماه مه ۱۹۳۲ در حالی که هشتاد سال از عمرش می گذشت در خانه‌اش واقع در ناحیه گول در ایرلند چشم از جهان فروبست.

## آثار
نمایش‌نامه‌ها
- بیست و پنج (۱۹۰۲)
- خبرپراکنی (۱۹۰۴)
- طناب پیچ (۱۹۰۴)
- کینکورا (۱۹۰۵)
- نشان سفید (۱۹۰۵)
- دکتر قلابی (۱۹۰۵)
- کرانیا (۱۹۰۵)
- دروازهٔ زندان (۱۹۰۶)
- زاغچه (۱۹۰۷)
- طلوع ماه (۱۹۰۷)
- نوانخانه ۳۵ (۱۹۰۷)
- دورجیلا (۱۹۰۷)
- تی جا (۱۹۰۸)
- نگهبان کارخانه (۱۹۰۸)
- خیال (۱۹۰۹)
- مرد مسافر (۱۹۱۰)
- میراندولینا (۱۹۲۴)
- ماه کامل (۱۹۱۰)
- کت‌ها ۴۳ (۱۹۱۰)
- نمایش میلاد (۱۹۱۱)
- ناجی (۱۹۱۱)
- همسر مک دونا (۱۹۱۲)
- شائوالا (۱۹۱۴)
- سوگند هانرمان (۱۹۱۵)
- سیب زرین (۱۹۱۶)
- اژدها (۱۹۱۷)
- لوده (۱۹۱۸)
- خاطرات زن کهن‌سال (۱۹۲۳)
- در میدان اسب دوانی ()
- استاد سانچو (۱۹۲۷)
- دیو (۱۹۲۸)
- کلمن و کایر (۱۹۳۱)

سایر تالیفات
- تئاتر ایرلندی ما (۱۹۱۳)
- زندگی و دست‌آوردهای هوگ لین ()

- دیزی آب گوشت (۱۹۰۲)
- آنجا چیزی نیست (۱۹۰۲)
- ساعت شنی (۱۹۰۲)
- بارگاه شاه (۱۹۰۳)
- اسب تک شاخ و ستارگان (۱۹۰۳)
- ماتلین نی هولی هان ()